# Orzysza
Orzysza, nazywana również Orzyską Strugą (Arys Fliess) – lewostronny ciek IV rzędu zlewni Pisy. Długość 38,6 km, z czego ponad połowa przebiega przez jeziora. Źródła jej znajdują się w okolicy Jeziora Bajtkowskiego położonego na południowy zachód od Ełku. Początkowo płynie w kierunku północno-zachodnim, mijając po drodze jeziora:
- Zdedy;
- Jezioro Lipińskie;
- Kraksztyn;
- Kaleń;
- Rostki.

Rzeka wpływa do jeziora Orzysz od jego zachodniej strony na wysokości wyspy Czykietówka. Od jeziora Orzysz i Wierzbińskiego płynie do jeziora Tyrkło, a następnie uchodzi do jeziora Śniardwy.
Górny bieg rzeki, płynie przez zatorfione łąki na północ od Orzysza, łączy się z kanałem Orzysz. Dolny bieg rzeki meandruje, płynąc początkowo przez łąki, a następnie przez obszar zalesiony.
W lutym 1361 roku podczas przeprawy przez rzekę pod Grzegorzami został rozbity przez Krzyżaków litewski oddział. W związku z tym miejsce to zostało nazwane Brodem Kiejstutowym. Rzeka jest bardzo rzadko używana przez kajakarzy, mimo że charakteryzuje się znacznymi walorami przyrodniczymi. 
Na jej brzegach rośnie bujna roślinność szuwarowa, m.in. z dominacją takich gatunków jak:
- trzcina pospolita;
- pałka szerokolistna;
- manna mielec;
- mozga trzcinowata;
- tatarak zwyczajny.

W nurcie cieku rosną:
- rdestnica przeszyta;
- rdestnica pływająca;
- strzałka wodna.

W końcowym odcinku rzeki występują łęgi olszowo-jesionowe.
Zlewnia jeziora jest zróżnicowana i porośnięta w znacznej części obszarami leśnymi Puszczy Piskiej. Pokrywa ona utwory morenowe – pagórkowate i faliste zbudowane z glin i piasków gliniastych oraz piaszczyste sandry i enklawy utworów aluwialnych oraz torfów.
Dopływy rzeki:
- - Kanał Kozielski bifurkujący ze zlewnią Dziękałówki;
  - Druglin – jezioro o powierzchni 428 ha, długości 4,4 km, szerokości do 2,3 km, maksymalnej głębokości 6 m. Linia brzegowa rozwinięta, w części północnej dwie zatoki. Na jeziorze kilkanaście wysp. Brzegi w większości niskie, miejscami podmokłe, na południu zalesione.
  - jezioro Wylewy.

## Szlak kajakowy im. Michała Kajki
Szlak kajakowy im. Michała Kajki jako trasa zaliczana jest do średnio trudnych technicznie, z uwzględnieniem znacznego wysiłku fizycznego w pierwszym dniu spływu.
- I dzień – etap I (10,8 km)
  - 1. Wieś Zdedy w gm. Biała Piska – start: jez. Zdedy położone już w gminie Orzysz – 1,8 km,
  - 2. rzeczka łącząca z Jez. Lipińskim – 1,4 km,
  - 3. Jez. Lipińskie – 5,6 km,
  - 4. jez. Kraksztyn – 2,0 km (proponuję odpoczynek we wsi Ogródek).
- etap II (13,5 km)
  - 5. Jez. Kaleńskie wraz z oczkiem będącym jeziorem Kalunki – 1,0 km,
  - 6. struga wodna łącząca jez. Kalunki z jez. Rostki – 1,5 km
  - 7. jez. Rostki – 1,8 km,
  - 8. Czarcia Struga – 2,7 km,
  - 9. jez. Orzysz – 6,5 km (nocleg w Orzyszu w obiektach turystycznych położonych na zachodnim brzegu jeziora).

- II dzień – etap III (13, 0 km)
  - 10. jez. Orzysz – Zatoka Wierzbińska – 0,4 km,
  - 11. kanał Orzysz – 1,0 km,
  - 12. Orzysza – 9,8 km,
  - 13. jez. Tyrkło – spływ kończymy we wsi Okartowo przy szkole podstawowej – 1,8 km
lub na jez. Śniardwy w przystani dla jachtów, za mostem kolejowym – 2,0 km.